# Senhora da Ribeira
A Senhora da Ribeira, é uma pequena povoação da freguesia de Seixo de Ansiães, praticamente sem habitantes, situada na margem direita do Rio Douro em Trás-os-Montes.
Está localizada no fundo de um vale e possui uma vista deslumbrante sobre o Rio e sobre as montanhas. Da Senhora da Ribeira, disse uma vez John Major (que possui uma Quinta do outro lado do rio), que é o mais tranquilo local que conheceu na vida. Existe lá um pequeno albergue onde o viajante pode ficar alojado e passar dias tranquilos e agradáveis em contacto com as gentes das povoações e freguesias próximas. Para aquele que opte por viajar de embarcação, existe um pequeno cais protegido.